# Paraliparis
Paraliparis is een geslacht van straalvinnige vissen uit de familie van snotolven (Cyclopteridae). Het geslacht is voor het eerst wetenschappelijk beschreven in 1878 door Collett.

## Soorten
- Paraliparis abyssorum Andriashev & Chernova, 1997
- Paraliparis acutidens Chernova, 2006
- Paraliparis adustus Busby & Cartwright, 2009
- Paraliparis albeolus P. Y. Schmidt, 1950
- Paraliparis albescens C. H. Gilbert, 1915
- Paraliparis alius Stein, 2012
- Paraliparis amerismos Stein, 2012
- Paraliparis andriashevi Stein & Tompkins, 1989
- Paraliparis antarcticus Regan, 1914
- Paraliparis anthracinus Stein, Chernova & Andriashev, 2001
- Paraliparis aspersus Andriashev, 1992
- Paraliparis ater Stein, Chernova & Andriashev, 2001
- Paraliparis atramentatus C. H. Gilbert & Burke, 1912
- Paraliparis atrolabiatus Stein, Chernova & Andriashev, 2001
- Paraliparis attenuatus Garman, 1899
- Paraliparis auriculatus Stein, Chernova & Andriashev, 2001
- Paraliparis australiensis Stein, Chernova & Andriashev, 2001
- Paraliparis australis Gilchrist, 1902
- Paraliparis avellaneus Stein, Chernova & Andriashev, 2001
- Paraliparis badius Stein, Chernova & Andriashev, 2001
- Paraliparis balgueriasi Matallanas, 1999
- Paraliparis bathybius Collett, 1879
- Paraliparis bipolaris Andriashev, 1997
- Paraliparis brunneocaudatus Stein, Chernova & Andriashev, 2001
- Paraliparis brunneus Stein, Chernova & Andriashev, 2001
- Paraliparis bullacephalus Busby & Cartwright, 2009
- Paraliparis calidus Cohen, 1968
- Paraliparis camilarus Stein, 2012
- Paraliparis caninus Chernova & Prut'ko, 2011
- Paraliparis carlbondi Stein, 2005
- Paraliparis cephalus C. H. Gilbert, 1892
- Paraliparis cerasinus Andriashev, 1986
- Paraliparis challengeri Andriashev, 1993
- Paraliparis charcoti Duhamel, 1992
- Paraliparis copei Goode & T. H. Bean, 1896
  - Paraliparis copei copei Goode & T. H. Bean, 1896
  - Paraliparis copei gibbericeps Andriashev, 1982
  - Paraliparis copei kerguelensis Andriashev, 1982
  - Paraliparis copei wilsoni Richards, 1966
- Paraliparis coracinus Stein, Chernova & Andriashev, 2001
- Paraliparis costatus Stein, Chernova & Andriashev, 2001
- Paraliparis csiroi Stein, Chernova & Andriashev, 2001
- Paraliparis dactyloides P. Y. Schmidt, 1950
- Paraliparis dactylosus C. H. Gilbert, 1896
- Paraliparis darwini Stein & Chernova, 2002
- Paraliparis deani Burke, 1912
- Paraliparis debueni Andriashev, 1986
- Paraliparis delphis Stein, Chernova & Andriashev, 2001
- Paraliparis devriesi Andriashev, 1980
- Paraliparis dewitti Stein, Chernova & Andriashev, 2001
- Paraliparis diploprora Andriashev, 1986
- Paraliparis dipterus Kido, 1988
- Paraliparis duhameli Andriashev, 1994
- Paraliparis eastmani Stein, Chernova & Andriashev, 2001
- Paraliparis edwardsi Vaillant, 1888
- Paraliparis ekaporus Stein, 2012
- Paraliparis eltanini Stein & Tompkins, 1989
- Paraliparis entochloris C. H. Gilbert & Burke, 1912
- Paraliparis epacrognathus Stein, 2012
- Paraliparis exilis Stein, 2012
- Paraliparis fimbriatus Garman, 1892
- Paraliparis freeborni Stein, 2012
- Paraliparis fuscolingua Stein & Tompkins, 1989
- Paraliparis galapagosensis Stein & Chernova, 2002
- Paraliparis garmani Burke, 1912
- Paraliparis gomoni Stein, Chernova & Andriashev, 2001
- Paraliparis gracilis Norman, 1930
- Paraliparis grandis P. Y. Schmidt, 1950
- Paraliparis haploporus Stein, 2012
- Paraliparis hawaiiensis Stein & Drazen, 2014
- Paraliparis hobarti Stein, Chernova & Andriashev, 2001
- Paraliparis holomelas C. H. Gilbert, 1896
- Paraliparis hubbsi Andriashev, 1986
- Paraliparis hureaui Matallanas, 1999
- Paraliparis hystrix Merrett, 1983
- Paraliparis impariporus Stein, Chernova & Andriashev, 2001
- Paraliparis incognita Stein & Tompkins, 1989
- Paraliparis infeliciter Stein, Chernova & Andriashev, 2001
- Paraliparis kocki Chernova, 2006
- Paraliparis kreffti Andriashev, 1986
- Paraliparis labiatus Stein, Chernova & Andriashev, 2001
- Paraliparis lasti Stein, Chernova & Andriashev, 2001
- Paraliparis latifrons Garman, 1899
- Paraliparis leobergi Andriashev, 1982
- Paraliparis leucogaster Andriashev, 1986
- Paraliparis leucoglossus Andriashev, 1986
- Paraliparis liparinus (Goode, 1881)
- Paraliparis longicaecus Stein, 2012
- Paraliparis macrocephalus Chernova & Eastman, 2001
- Paraliparis macropterus Stein, 2012
- Paraliparis magnoculus Stein, 2012
- Paraliparis mandibularis Kido, 1985
- Paraliparis mawsoni Andriashev, 1986
- Paraliparis megalopus Stein, 1978
- Paraliparis meganchus Andriashev, 1982
- Paraliparis melanobranchus C. H. Gilbert & Burke, 1912
- Paraliparis membranaceus Günther, 1887
- Paraliparis mentikoilon Stein, 2012
- Paraliparis mento C. H. Gilbert, 1892
- Paraliparis meridionalis Kido, 1985
- Paraliparis merodontus Stein, Meléndez C. & Kong U., 1991
- Paraliparis mexicanus Chernova, 2006
- Paraliparis molinai Stein, Meléndez C. & Kong U., 1991
- Paraliparis monoporus Andriashev & Neyelov, 1979
- Paraliparis murieli Matallanas, 1984
- Paraliparis nassarum Stein & Fitch, 1984
- Paraliparis neelovi Andriashev, 1982
- Paraliparis nigellus Chernova & Møller, 2008
- Paraliparis nigrolineatus Stein, 2012
- Paraliparis nullansa Stein, 2012
- Paraliparis obliquosus Chernova & Duhamel, 2003
- Paraliparis obtusirostris Stein, Chernova & Andriashev, 2001
- Paraliparis operculosus Andriashev, 1979
- Paraliparis orbitalis Stein, 2012
- Paraliparis orcadensis Matallanas & Pequeño, 2000
- Paraliparis parviradialis Stein, 2012
- Paraliparis paucidens Stein, 1978
- Paraliparis pearcyi Stein, 2012
- Paraliparis pectoralis Stein, 1978
- Paraliparis penicillus Z. H. Baldwin & J. W. Orr, 2010
- Paraliparis piceus Stein, Chernova & Andriashev, 2001
- Paraliparis plagiostomus Stein, Chernova & Andriashev, 2001
- Paraliparis plicatus Stein, 2012
- Paraliparis porcus Chernova, 2006
- Paraliparis posteroporus Stein, 2012
- Paraliparis pseudokreffti Stein, 2012
- Paraliparis retrodorsalis Stein, Chernova & Andriashev, 2001
- Paraliparis rosaceus C. H. Gilbert, 1890
- Paraliparis rossi Chernova & Eastman, 2001
- Paraliparis skeliphrus Stein, 2005
- Paraliparis somovi Andriashev & Neyelov, 1979
- Paraliparis stehmanni Andriashev, 1986
- Paraliparis tangaroa Stein, 2012
- Paraliparis tasmaniensis Stein, Chernova & Andriashev, 2001
- Paraliparis terraenovae Regan, 1916
- Paraliparis tetrapteryx Andriashev & Neyelov, 1979
- Paraliparis thalassobathyalis Andriashev, 1982
- Paraliparis tompkinsae Andriashev, 1992
- Paraliparis trilobodon Andriashev & Neyelov, 1979
- Paraliparis trunovi Andriashev, 1986
- Paraliparis ulochir C. H. Gilbert, 1896
- Paraliparis vaillanti Chernova, 2004
- Paraliparis valentinae Andriashev & Neyelov, 1984
- Paraliparis violaceus Chernova, 1991
- Paraliparis vipera Chernova & Prut'ko, 2011
- Paraliparis voroninorum Stein, 2012
- Paraliparis wolffi Duhamel & N. J. King, 2007